# كولدا (مدينة)
كولدا هي مدينة في السنغال تقع في إقليم كازامانس، في جنوب البلاد، بالقرب من الحدود مع غينيا بيساو. وهي عاصمة الإقليم ومحافظة يحمل نفس الاسم.

## تاريخ
تأخذ كولدا اسمها من مؤسسها كولي دادو.

## جغرافية
تقع المدينة على الطريق الوطني 6 - المعروف باسم «الطريق الجنوبي» - الذي يربط تامباكوندا مع زيغينشور. تبعد عن العاصمة داكار بـ 670 كم.
تشمل أقرب المناطق جايد وسيكيلو وفارابا وفارامبا وسيزال.

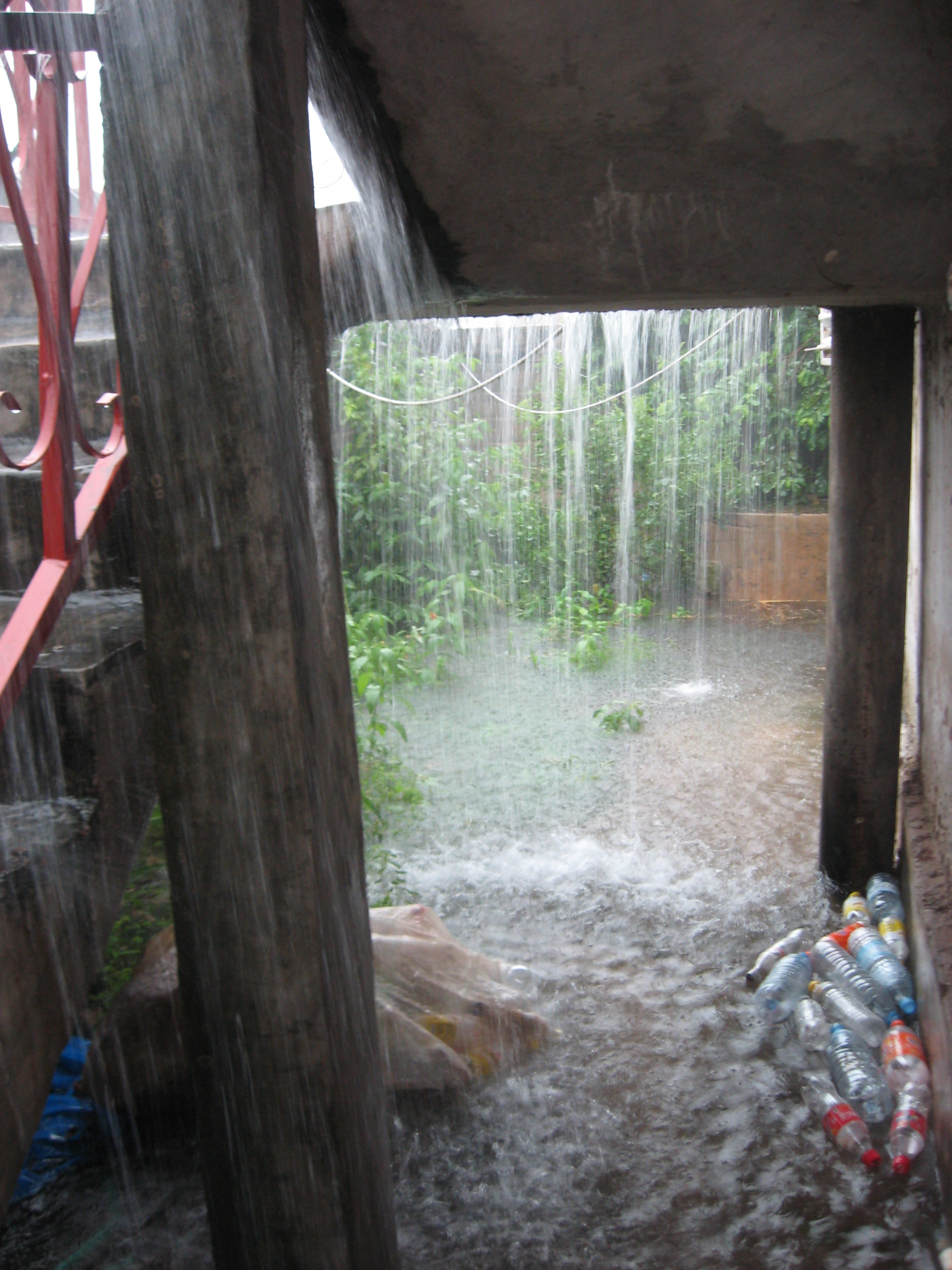
موسم الأمطار في كولدا (منتصف أغسطس)

الغطاء النباتي والأمطار وفيرة. يستمر موسم الأمطار من أربعة إلى خمسة أشهر، من يونيو إلى أكتوبر، وموسم الجفاف من نوفمبر إلى مايو، أو حتى يونيو.
متوسط درجة الحرارة السنوي هو 27,7 °C بحد أقصى 34,9 °C في أبريل ومايو وأكتوبر، بحد أدنى 20,4 °C في يناير وأغسطس.

### سكان
في إحصائيات عامي 1988 و 2002، كان كولدا تعد 34337 و 53921 نسمة على التوالي. اعتبارا من 31 ديسمبر 2009، وفقا للتقديرات الرسمية، كان في المدينة 65573 نسمة.
يتكون معظمها من شعب الفولاني.

### اقتصاد
تأسس مركز بحوث الحيوانات في زولدا في كولدا في عام 1972.

### قائمة المراجع
- Papa Nouhine Dieye, Comportements des acteurs et performances de la filière lait périurbain de Kolda (Sénégal), Montpellier, CIHEAM-IAMM, 2003, 60 p. (thèse) (ردمك 2853522687)
- Sylvie Fanchette, Au pays des Peuls de Haute-Casamance : l'intégration territoriale en question, Karthala, Paris, 2011, 393 p. (ردمك 9782811105303)
- MaDieng Guèye, Monographie climatique d’une station synoptique : Kolda (1946-1975), Dakar, Université de Dakar, 1982, 91 p. (mémoire de maîtrise de géographie)

### مقالات ذات صلة
- أبرشية كولدا
- التجمع الديمقراطي لكولدا، الحزب السياسي السابق
- حزب الدعوة كولدا، حزب سياسي سابق

### روابط خارجية
- (بالإنجليزية) الخرائط والطقس والمطارات لكولدا
- (بالإنجليزية) «مركز بحوث الحيوان، كولدا» (وثيقة منظمة الأغذية والزراعة)
- المجلس الإقليمي في كولدا نسخة محفوظة 15 أغسطس 2013 على موقع واي باك مشين.
- كولدا نيوز (بوابة المعلومات العامة لمنطقة كولدا)